# Cantón de Salies-du-Salat
El cantón de Salies-du-Salat era una división administrativa francesa, que estaba situada en el departamento de Alto Garona y la región de Mediodía-Pirineos.

## Composición
El cantón estaba formado por veintidós comunas:
- Ausseing
- Belbèze-en-Comminges
- Cassagne
- Castagnède
- Castelbiague
- Escoulis
- Figarol
- Francazal
- His
- Mane
- Marsoulas
- Mazères-sur-Salat
- Montastruc-de-Salies
- Montgaillard-de-Salies
- Montsaunès
- Montespan
- Roquefort-sur-Garonne
- Rouède
- Saleich
- Salies-du-Salat
- Touille
- Urau

## Supresión del cantón de Salies-du-Salat
En aplicación del Decreto nº 2014-152 de 13 de febrero de 2014, el cantón de Salies-du-Salat fue suprimido el 22 de marzo de 2015 y sus 22 comunas pasaron a formar parte del nuevo cantón de Bagnères-de-Luchon.